# Maurodactylus semiustus
Maurodactylus semiustus är en insektsart som beskrevs av Van Duzee 1914. Maurodactylus semiustus ingår i släktet Maurodactylus och familjen ängsskinnbaggar. Inga underarter finns listade i Catalogue of Life.